# Institut Max-Planck de recherche sur le bien commun
L'Institut Max-Planck de recherche sur le bien commun (Max-Planck-Institut zur Erforschung von Gemeinschaftsgütern) est un institut de recherche extra-universitaire dépendant de la Société Max-Planck situé à Bonn, consacré à l'étude des biens collectifs selon les sciences humaines.
L'institut est créé en 2004 sous la direction de Christoph Engel, spécialiste du droit, qui s'occupait d'un groupe de travail sur le sujet fondé en 1997, et de la politologue Adrienne Héritier. L'économiste Martin Hellwig succède à Adrienne Héritier en avril 2004.
L'institut s'installe dans l'ancienne résidence de l'ambassadeur d'Égypte, au Kurt-Schumacher-Straße 10.
Le sujet de recherche de l'institut est d'une part les biens qui ne font pas l'objet de l'économie de marché, tels que les ressources naturelles, l'air, l'eau, le sol. D'autre part, il s'intéresse aux biens communs qui nécessitent un approvisionnement d'origine humaine comme l'énergie, la gestion des déchets et les télécommunications.
L'institut poursuit une approche interdisciplinaire : droit, économie, sciences politiques, psychologie.